# Miss Universo Canadá 2023
Miss Universo Canadá 2023 fue la 20.ª edición del certamen Miss Universo Canadá. Se llevó a cabo en la ciudad de Vancouver, Columbia Británica, Canadá el 19 de agosto de 2023. Candidatas de diferentes provincias y territorios compitieron por el título. Al final del evento, Amelia Tu, Miss Universo Canadá 2022 de Vancouver, coronó a Madison Kvaltin de Ontario como su sucesora. Kvaltin representará al país en Miss Universo 2023 el 18 de noviembre en El Salvador.

## Resultados
| Posiciones                | Concursante |
| ------------------------- | --- |
| Miss Universo Canadá 2023 | - Ontario - Madison Kvaltin |
| Primera finalista         | - Columbia Británica - Jessica Bailey |
| Segunda finalista         | - Ontario - Melanie Renaud |
| Tercera finalista         | - Alberta - Kim Do |
| Cuarta finalista          | - Quebec - Dominique Doucette |
| Top 10                    | - Alberta - Mildred Rincon - Columbia Británica - Arsh Thind - Columbia Británica - Kayla Mckay - Columbia Británica - Melody Thike - Ontario - Aslihan Morali |
| Top 20                    | - Alberta - Lannie Houle - Columbia Británica - Marwa Osmani - Ontario - Alexia Anand - Ontario - Bianca Carelli - Ontario - Harmony Ilunga - Ontario - Rebecca Drouin - Ontario - Shauna Bondy - Ontario - Simran Sohal - Ontario - Tori Ghobadi - Ontario - Willma Gendb |

## Premios especiales
| Posiciones                  | Concursante                           |
| --------------------------- | ------------------------------------- |
| Miss Fotogénica             | - Ontario - Melanie Renaud            |
| Miss Simpatía               | - Yukón - Taylor Hawkes               |
| Miss Queenly                | - Ontario - Melanie Renaud            |
| Mejor Cabello               | - Columbia Británica - Melody Thike   |
| Mejor Traje Nacional        | - Columbia Británica - Donna Clacer   |
| Mejor Vestido               | - Manitoba - Ashley Martel Lepine     |
| Mejor Outfit                | - Ontario - Willma Gendb              |
| Mejor Atuendo               | - Alberta - Lannie Houle              |
| Mejor Pasarela              | - Quebec - Dominique Doucette         |
| Mejor Cuerpo                | - Columbia Británica - Jessica Bailey |
| Premio Humanitario          | - Alberta - Kim Do                    |
| Ganadora de People's Choice | - Alberta - Kim Do                    |

## Candidatas
58 candidatas compitieron por el título:
| Provincia/Territorio | Candidata                          | Estatura        | Procedencia     |
| -------------------- | ---------------------------------- | --------------- | --------------- |
| Alberta              | Emily Marston                      | 1,72 m (5′ 8″)  | Rocky View      |
| Alberta              | Erika Metro                        | 1,80 m (5′ 11″) | Beaver          |
| Alberta              | Kim Hoang Do                       | 1,68 m (5′ 6″)  | Calgary         |
| Alberta              | Lannie Houle                       | 1,68 m (5′ 6″)  | Goodfish Lake   |
| Alberta              | Mildred Rincon                     | 1,75 m (5′ 9″)  | Calgary         |
| Alberta              | Viktoriya Kornishyna               | 1,62 m (5′ 4″)  | Brooks          |
| Columbia Británica   | Anmol Dosanjh                      | 1,75 m (5′ 9″)  | White Rock      |
| Columbia Británica   | Arsh Thind                         | 1,72 m (5′ 8″)  | Abbotsford      |
| Columbia Británica   | Desiree Gurniak                    | 1,65 m (5′ 5″)  | Surrey          |
| Columbia Británica   | Donna Clacer                       | 1,60 m (5′ 3″)  | Burnaby         |
| Columbia Británica   | Hojeong Kim                        | 1,72 m (5′ 8″)  | Surrey          |
| Columbia Británica   | Iris Yu                            | 1,70 m (5′ 7″)  | Vancouver       |
| Columbia Británica   | Jessica Bailey                     | 1,85 m (6′ 1″)  | Vancouver       |
| Columbia Británica   | Kayla Mckay                        | 1,70 m (5′ 7″)  | Kamloops        |
| Columbia Británica   | Marwa Osmani                       | 1,68 m (5′ 6″)  | Surrey          |
| Columbia Británica   | Melody Thike                       | 1,70 m (5′ 7″)  | Vancouver       |
| Columbia Británica   | Nathalie Low                       | 1,73 m (5′ 8″)  | Delta           |
| Columbia Británica   | Navpreet Kaur Banga                | 1,65 m (5′ 5″)  | Richmond        |
| Columbia Británica   | Sukhleen Chane                     | 1,72 m (5′ 8″)  | Abbotsford      |
| Columbia Británica   | Susan Jaramillo                    | 1,75 m (5′ 9″)  | Kelowna         |
| Columbia Británica   | Victoria Shin                      | 1,62 m (5′ 4″)  | Vancouver       |
| Manitoba             | Ashley Martel Lepine               | 1,62 m (5′ 4″)  | Winnipeg        |
| Manitoba             | Madison Moore                      | 1,82 m (6′ 0″)  | Winnipeg        |
| Manitoba             | Rahwa Niguss                       | 1,75 m (5′ 9″)  | Winnipeg        |
| Nuevo Brunswick      | Ainaz Giahi                        | 1,62 m (5′ 4″)  | Moncton         |
| Ontario              | Alexandra Zhang Denkovski          | 1,68 m (5′ 6″)  | Toronto         |
| Ontario              | Alexia Anand                       | 1,62 m (5′ 4″)  | Markham         |
| Ontario              | Amethyst Milligan                  | 1,57 m (5′ 2″)  | Milton          |
| Ontario              | Aslihan Morali                     | 1,72 m (5′ 8″)  | Ancaster        |
| Ontario              | Bianca Sophia Carelli              | 1,72 m (5′ 8″)  | Toronto         |
| Ontario              | Bobbie Williams                    | 1,75 m (5′ 9″)  | Toronto         |
| Ontario              | Eleonora Abakumova                 | 1,80 m (5′ 11″) | Toronto         |
| Ontario              | Harmony Ilunga                     | 1,70 m (5′ 7″)  | Toronto         |
| Ontario              | Jerusha Khushal                    | 1,62 m (5′ 4″)  | Scarborough     |
| Ontario              | Jinkle Mehta                       | 1,68 m (5′ 6″)  | Brampton        |
| Ontario              | Madison Elizabeth Svetlana Kvaltin | 1,70 m (5′ 7″)  | Isla Manitoulin |
| Ontario              | Melanie Fan                        | 1,70 m (5′ 7″)  | Toronto         |
| Ontario              | Melanie Renaud                     | 1,75 m (5′ 9″)  | Windsor         |
| Ontario              | Nneka Eleh                         | 1,75 m (5′ 9″)  | Oakville        |
| Ontario              | Peize Liu                          | 1,77 m (5′ 10″) | Toronto         |
| Ontario              | Rebecca Drouin                     | 1,62 m (5′ 4″)  | Windsor         |
| Ontario              | Sasha Jacob                        | 1,75 m (5′ 9″)  | Toronto         |
| Ontario              | Shakira Ibrahim                    | 1,65 m (5′ 5″)  | Windsor         |
| Ontario              | Shauna Bondy                       | 1,70 m (5′ 7″)  | LaSalle         |
| Ontario              | Simran Sohal                       | 1,75 m (5′ 9″)  | Toronto         |
| Ontario              | Swemi Saraiya                      | 1,57 m (5′ 2″)  | Brampton        |
| Ontario              | Tori Ghobadi                       | 1,70 m (5′ 7″)  | Cambridge       |
| Ontario              | Willma Gendb                       | 1,80 m (5′ 11″) | Kitchener       |
| Ontario              | Wing Hu                            | 1,75 m (5′ 9″)  | Toronto         |
| Quebec               | Alexia Nelson                      | 1,75 m (5′ 9″)  | Montreal        |
| Quebec               | Alyssa Lugo-Mayrand                | 1,62 m (5′ 4″)  | Rouyn-Noranda   |
| Quebec               | Anna-Christina Ghazal              | 1,62 m (5′ 4″)  | Montreal        |
| Quebec               | Dominique Doucette                 | 1,72 m (5′ 8″)  | Quebec          |
| Quebec               | Feriel Djebbar                     | 1,70 m (5′ 7″)  | Montreal        |
| Quebec               | Meriem Babouri                     | 1,77 m (5′ 10″) | Longueuil       |
| Saskatchewan         | Daryna Prysiazhniuk                | 1,75 m (5′ 9″)  | Regina          |
| Terranova y Labrador | Jacqueline Rideout                 | 1,65 m (5′ 5″)  | Wabush          |
| Yukón                | Taylor Hawkes                      | 1,62 m (5′ 4″)  | Whitehorse      |

## Datos acerca de las delegadas
- Algunas de las delegadas del Miss Universo Canadá 2023 han participado o participarán en otros certámenes de importancia nacionales e internacionales:
  - Dominique Doucette (Quebec) ganó Miss Teenager Universe 2015, participó sin éxito en Reinado Internacional del Café 2022 y fue Primera finalista en World Miss University 2022.
  - Mildred Rincón (Alberta) participó sin éxito en Miss Intercontinental 2016 y fue Top 8 en Miss Internacional 2022.
  - Jessica Bailey (Columbia Británica) participó sin éxito en Miss Supranacional 2022.
  - Mildred Rincon (Alberta) participó sin éxito en Miss Grand Internacional 2022.
  - Simran Sohal (Ontario) participó sin éxito en Reinado Internacional del Café 2023.
- Algunas delegadas nacieron o viven en otro país distinto al que representan, o tienen un origen étnico distinto:
  - Ainaz Giahi (Nuevo Brunswick) y Tori Ghobadi (Ontario) nacieron en Irán.
  - Alexandra Zhang Denkovski (Ontario) es de ascendencia china y serbia.
  - Alexia Anand (Ontario) es de ascendencia filipina e india.
  - Alyssa Lugo-Mayrand (Quebec) es de ascendencia dominicana.
  - Anmol Dosanjh (Columbia Británica), Sasha Jacob (Ontario) y Sukhleen Chane (Columbia Británica) son de ascendencia india.
  - Anna-Christina Ghazal (Quebec) nació en Estados Unidos y es de ascendencia libanesa.
  - Arsh Thind (Columbia Británica), Navpreet Kaur Banga (Columbia Británica), Simran Sohal (Ontario) y Swemi Saraiya (Ontario) nacieron en la India.
  - Aslihan Morali (Ontario) nació en Turquía.
  - Bianca Carelli (Ontario) es de ascendencia italiana, pakistaní, finlandesa y métis.
  - Bobbie Williams (Ontario) nació en Jamaica.
  - Daryna Prysiazhniuk (Saskatchewan) y Viktoriya Kornishyna (Alberta) nacieron en Ucrania.
  - Donna Clacer (Columbia Británica) es de ascendencia filipina.
  - Eleonora Abakumova (Ontario) nació en Rusia.
  - Feriel Djebbar (Quebec) y Meriem Babouri (Quebec) nacieron en Argelia.
  - Harmony Ilunga (Ontario) nació en la República Democrática del Congo.
  - Hojeong Kim (Columbia Británica) y Victoria Shin (Columbia Británica) nacieron en Corea del Sur.
  - Iris Yu (Columbia Británica), Melanie Fan (Ontario), Peize Liu (Ontario) y Wing Hu (Ontario) nacieron en China.
  - Jerusha Khushal (Ontario) nació en Pakistán.
  - Kim Do (Alberta) es de ascendencia vietnamita.
  - Marwa Osmani (Columbia Británica) nació en Rusia y es de ascendencia afgana.
  - Melody Thike (Columbia Británica) es de ascendencia birmana, china y mongol.
  - Mildred Rincón (Alberta) nació en Colombia.
  - Nneka Eleh (Ontario) nació en Nigeria.
  - Rahwa Niguss (Manitoba) nació en Eritrea.
  - Susan Jaramillo (Columbia Británica) es de ascendencia venezolana.
  - Willma Gendb (Ontario) nació en Sudán.